# Всесвітня виставка
Всесвітня виставка або Експо (англ. Expo) — міжнародна виставка, яка є символом індустріалізації і відкритим майданчиком для демонстрації технічних і технологічних досягнень.

## Історія Всесвітніх виставок
Перше Expo відбулася в Кришталевому палаці в Лондоні, Сполучене Королівство, в 1851 році під назвою "Велика виставка робіт промисловості всіх націй". "Велика виставка", як її часто називають, була ідеєю принца Альберта, чоловіка королеви Вікторії, і стала першою міжнародною виставкою мануфактурного виробництва. Вона вплинула на розвиток в багатьох аспектах життя суспільства, включаючи мистецтво і дизайн, освіту, міжнародну торгівлю і стосунки, і навіть туризм. "Велика виставка" дала майбутнє визначним подіям. Учасники виставки – країни, і кожна з них намагалася здивувати весь світ і розказати якомога більше про себе. І навіть сьогодні, коли виставки перестали рекламувати силу окремих держав, а висвітлюють проблеми глобального масштабу, кожна країна будує неповторні павільйони. Для багатьох Експо це змагання на законодавців архітектурної моди, для інших це можливість показати свою культуру та етнічні особливості на фоні світового різномаїття, хтось наголошуватиме на досягненнях науки і техніки. Переглянувши 160-річну історію Експо сталим залишається неймовірна масштабність та розмаїття події.
Ідея організації всесвітньої виставки індустріального поступу активно обговорювалась у Західній Європі, особливо у Франції. Але через внутрішньополітичну ситуацію в країні і політику імператора Наполеона III була неможливою. Ініціативу взяв на себе британський принц-консорт (чоловік королеви) Альберт Саксен-Кобург-Готський. 1 травня 1851 у столиці Великої Британії, Лондоні королева Вікторія урочисто відкрила «Велику виставку виробів промисловості всіх націй». Спеціально для цього заходу, на замовлення уряду Британії в Гайд-парку був споруджений павільйон 564-метрової довжини зі скла і чавуну, котрий спроєктував садовий архитектор Джозеф Пакстон (Joseph Paxton, 1803 – 1865), а збудував будівельний підприємець Люіс Кубіт (Lewis Cubitt). За свої розміри і прозорість павільйон одержав ім'я «Кришталевий палац» ("Crystal Palace"). Згодом ця будівля стала своєрідним еталоном, на який рівнялися будівельники виставкових павільйонів наступних всесвітніх виставок.
Вперше на цьому міжнародному форумі було проаналізовано результати, складені на той час у розвинених країнах, Промислової революції. Ажіотаж довкола виставки був настільки величезним, що за шість місяців роботи на ній побувало більше шести мільйонів чоловік. Це дозволило отримати організаторам форуму колосальний прибуток. Пізніше, саме на ці гроші в Англії були відкриті нові наукові та освітні заклади, до числа, яких належать відомий Лондонський музей науки і природознавства і геологічний музей. На ці ж кошти побудували павільйон, у якому в 1862 році розташувалася третя Всесвітня виставка.
Географія перший всесвітніх виставок збігається з розподілом великих торгових і промислових центрів світу. Міжнародні форуми проходили у найбільш промислово розвинених країнах і містах. В 1851 і 1862 роках в Лондоні, в 1855, 1867, 1878, 1889, 1900 роках в Парижі, в 1873 р. у Відні, 1876 р. - Філадельфії, 1893 р. - Чикаго, 1901 р. - Глазго, 1904 р. - Сент-Луїсі, 1905 р. - Льєжі і так далі. Для того щоб продемонструвати світу надзвичайні можливості, організатори всесвітніх виставок створювали неповторні проєкти павільйонів (перші всесвітні виставки проводилися тільки в одному павільйоні), а також будь-яких окремих атракціонів або споруд.
«Кришталевий палац» Джозефа Пакстона на кілька десятиліть став еталоном виставкових павільйонів. Для проведення міжнародної виставки у Відні організатори спорудили Ротонду, павільйон, під найбільшим на той час куполом у світі. Для всесвітньої виставки в Мельбурні в 1880 році побудували Королівський виставковий павільйон, який в наші дні включений до списку світової культурної спадщини ЮНЕСКО. Ейфелева вежа, зведена в Парижі для виставки 1889 року, стала його символом, а міст Олександра III, споруджений для всесвітньої виставки 1900 року, що проходила в цьому ж місті, став найрозкішнішим мостом через Сену.
Перші міжнародні виставки були покликані показати промислову та державну міць представлених на них країн. Саме тому основними експонатами таких форумів були не тільки унікальні зразки науки і техніки, але і прекрасні ювелірні вироби із золота і дорогоцінних каменів.
Трохи пізніше до них приєдналися етнографічні експозиції та виставки творів мистецтв. На всесвітніх виставках стали проводитися конгреси з найактуальніших питань того часу.
Вперше така виставка образотворчого мистецтва була проведена одночасно з міжнародним промисловим форумом у 1862 році, в Лондоні. З того часу образотворчі виставки стали обов'язковим атрибутом усіх всесвітніх виставок. Найвідоміша картина Пікассо «Герніка» на виставці 1937 року в Парижі стала основним експонатом Іспанії.
Конгреси, присвячені найважливішим світовим проблемам того часу проходили під час роботи всесвітніх виставок, починаючи з Паризької виставки 1878 року. Саме на ній Перший літературний конгрес прийняв міжнародну угоду про авторські права та літературу. Спільно з Віктором Гюго конгрес очолював І. С. Тургенєв. Всесвітня поштова конвенція, яка підвела під єдиний стандарт міжнародну поштову кореспонденцію, була прийнята на Другому конгресі працівників зв'язку Конгресом щодо поліпшення умов життя сліпих для навчання в школах сліпих, була запропонована система Брайля.
Важливими для науки стали електротехнічні конгреси. Саме на Третьому конгресі, що проходив у рамках всесвітньої виставки 1893 року в Чикаго, були прийняті міжнародні електротехнічні одиниці, такі як - Ом, Ват, Джоуль, Фарад, Вольт, Генрі. На Четвертому конгресі, що проходив під час роботи всесвітньої Паризької виставки в 1900 році, був затверджений новий термін, вперше прозвучав у доповіді російського дослідника К. Перського, - «телебачення».
Починаючи з міжнародних ЕКСПО, що відбулися в 1967 році в Монреалі і в 1970 році в Осаці організатори всесвітніх виставок перестали робити наголос на досягнення окремих країн, а перейшли до вирішення світових проблем, що виникають перед людьми. Перш за все, таких, як екологія, урбанізація, глобальне потепління і так далі. Кожна країна, що бере участь у форумі, у своїй експозиції відображає своє бачення проблеми і те, як вона вирішується в цій країні.

## Список Всесвітніх виставок

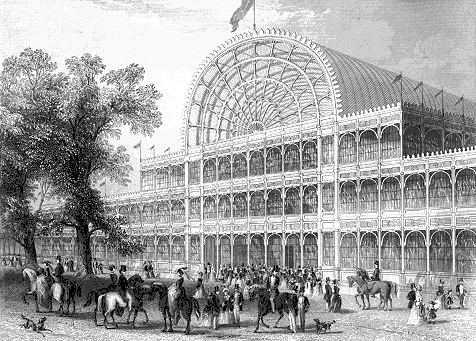
Кришталевий палац, символ першої Всесвітньої виставки

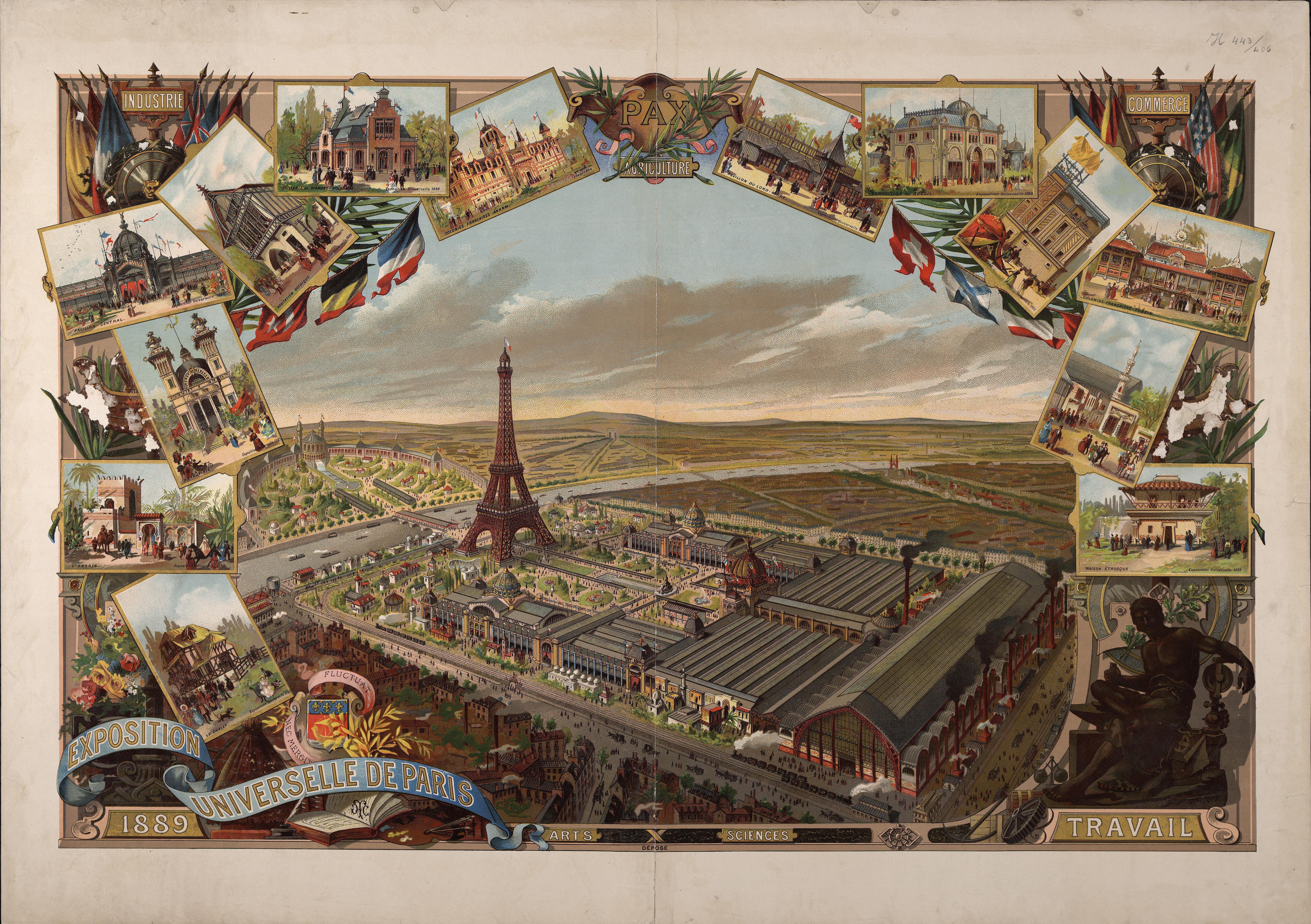
Всесвітня виставка 1889 року у Парижі

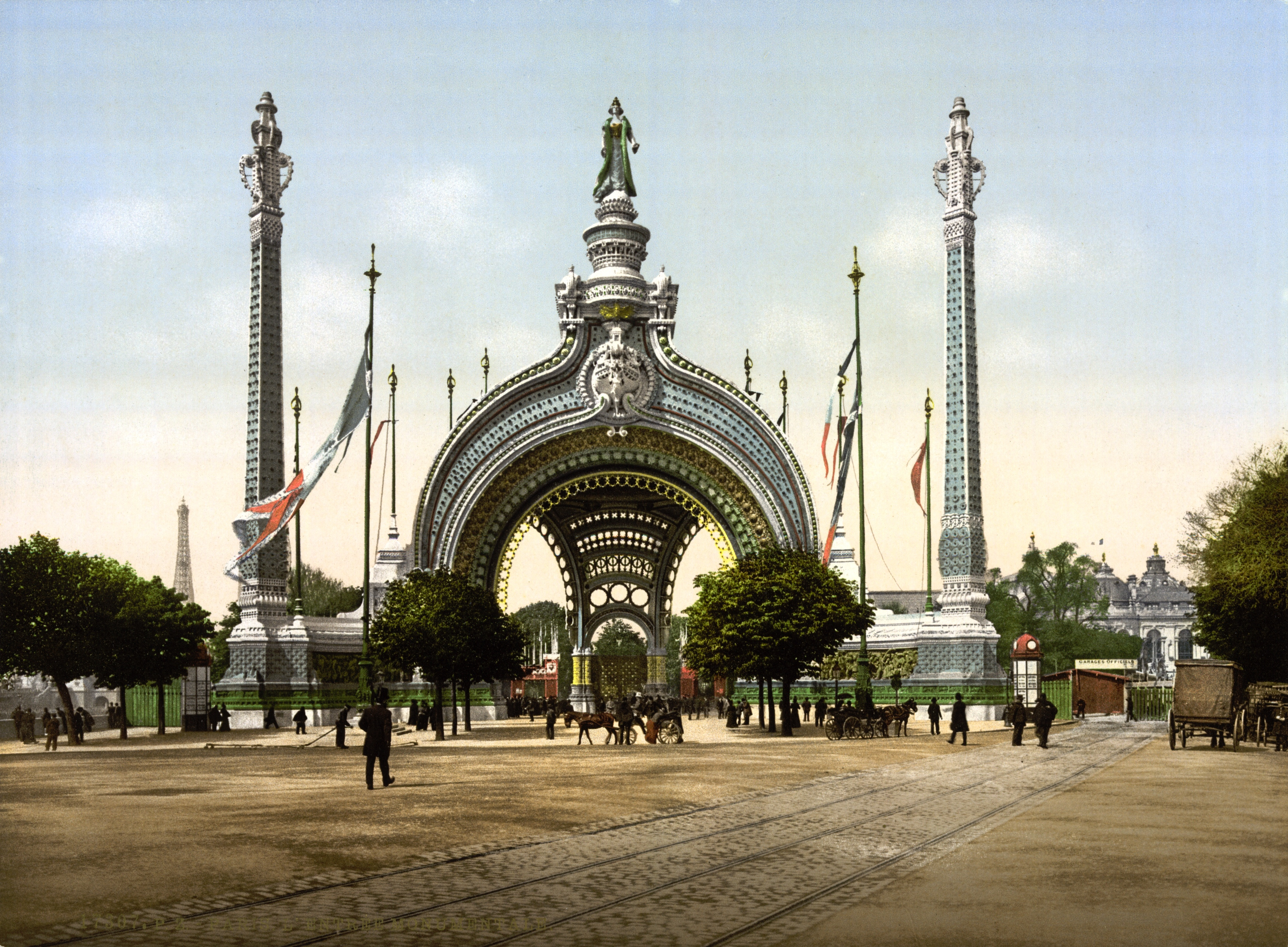
Головний вхід виставкового павільйону у Парижі, 1900

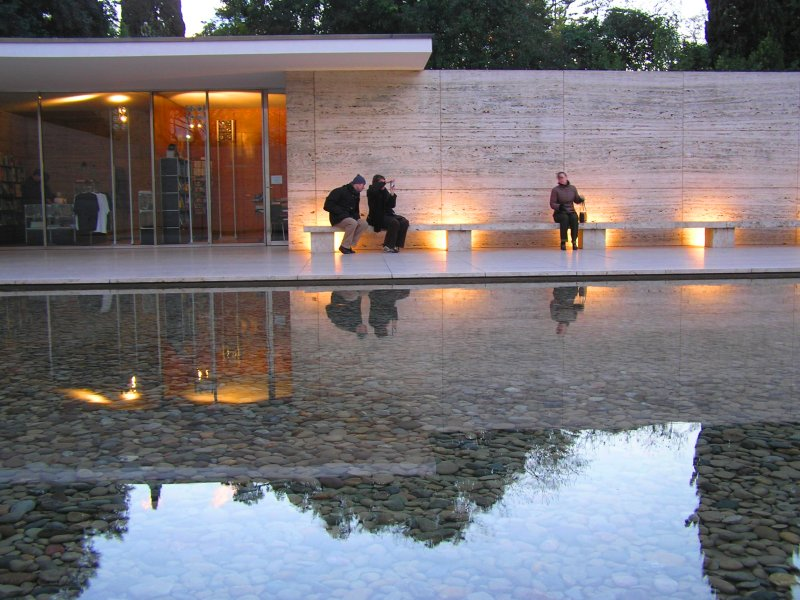
Павільйон Німеччини на виставці у Барселоні, 1929, архітектор Людвіг Міс ван дер Рое

1851 — Лондон, Англія — Всесвітня виставка (1851), для неї був побудований Кришталевий палац (зруйнований при пожежі у 1936 році)
1855 — Париж, Франція — Всесвітня виставка (1855)
1862 — Лондон, Англія
1867 — Париж, Франція — Всесвітня виставка (1867)
1873 — Відень, Австрія — Всесвітня виставка (1873)
1876 — Філадельфія, Пенсільванія — Всесвітня виставка (1876)
1878 — Париж, Франція — Всесвітня виставка (1878)
1886 — Мельбурн, Австралія
1888 — Барселона, Іспанія
1889 — Париж, Франція — Всесвітня виставка (1889), для неї побудована Ейфелева вежа
1893 — Чикаго, Іллінойс, США — Всесвітня виставка (1893)
1894 — Сан-Франциско, Каліфорнія, США
1895 — Атланта, Джорджія, США
1897 — Брюссель, Бельгія — Всесвітня виставка (1897)
1900 — Париж, Франція — Всесвітня виставка (1900)
1901 — Баффало, Нью-Йорк, США
1904 — Сент-Луїс, Міссурі, США — Всесвітня виставка (1904)
1905 — Льєж, Бельгія — Всесвітня виставка (1905)
1906 — Мілан, Італія - Всесвітня виставка (1906)
1907 — Дублін, Ірландія
1907 — Хемптон-Роудс, Вірджинія, США
1908 — Париж, Франція — Міст через річку Амур (біля міста Хабаровськ)
1909 — Сієтл, Вашингтон, США
1910 — Брюссель, Бельгія
1911 — Турин, Італія
1913 — Гент, Бельгія
1915 — Сан-Франциско, Каліфорнія, США
1915 — Сан-Дієго, Каліфорнія, США
1922 — Ріо-де-Жанейро, Бразилія
1924 — Вемблі, Англія
1925 — Міжнародна виставка промислового і декоративного мистецтва, Париж, Франція
1926 — Філадельфія, Пенсільванія, США
1929 — Барселона Іспанія та Севілья, Іспанія — Всесвітня виставка (1929)
1930 — Антверпен, Бельгія
1930 — Льєж, Бельгія
1931 — Париж, Франція
1933 — Чикаго, Іллінойс, США
1935 — Брюссель, Бельгія — Всесвітня виставка (1935)
1937 — Париж, Франція — Всесвітня виставка (1937)
1939 — Нью-Йорк, США — Всесвітня виставка (1939)
1939 — Сан-Франциско, Каліфорнія, США — Golden Gate Exposition oder Golden Gate International Exposition
1958 — Брюссель, Бельгія — Всесвітня виставка (1958)
1962 — Сієтл, Вашингтон, США — Century 21 Exposition Space Needle
1964 — Нью-Йорк, США — 1964/1965 New York World’s Fair
1967 — Експо 67, Монреаль, Канада
1968 — Сан-Антоніо, Техас, США — Hemisfair '68
1970 — Осака, Японія — Expo '70, der Turm der Sonne und das Mondgestein
1974 — Спокан, Вашингтон, США — Expo '74
1975 — Окінава, Японія
1982 — Ноксвіль, Теннессі, США — 1982 World’s Fair — Sunsphere
1984 — Новий Орлеан, Луїзіана, США — 1984 Louisiana World Exposition
1985 — Цукуба, Японія
1986 — Експо 86, Ванкувер, Канада
1988 — Брисбен, Австралія
1992 — Севілья, Іспанія — Exposición Universal de Sevilla 1992, La Cartuja
1992 — Генуя, Італія
1993 — Теджон, Південна Корея
1998 — Лісабон, Португалія
2000 — Ганновер, Німеччина
2004 — Сена-Сен-Дені, Франція відмінена
2005 — Нагоя, Японія
2008 — Expo 2008, Сарагоса, Іспанія
2010 — Expo 2010, Шанхай, КНР
2012 — Йосу, Південна Корея
2015 — Мілан, Італія
2017 — Астана, Казахстан
2020 — Дубай, ОАЕ
2023 — Буенос-Айрес, Аргентина
2025 — Осака, Японія

## Україна на Expo

### Павільйон України на Expo 2010 в Китаї м. Шанхай
Представництво України на EXPO наразі не є похвальним. Вперше вона бралп участь на виставці World Expo 2010, що проходила в китайському Шанхаї, тема виставки «Краще місто – краще життя» (англ. Better City — Better Life). Власного павільйону Україна не будувала. З боку організаторів було запропоновано відділ в міжнародному павільйоні для країн, без власних павільйонів, або стандартний побудований Китаєм павільйон, що здавався в оренду на період виставки. Було обрано окремий павільйон взятий в оренду. Такий же павільйон використала Словенія, ПАР, Хорватія, Греція та ін. Завданням українських дизайнерів було оформити павільйон зовні та розробити інтер'єр.
У павільйоні України, площею 500 кв. метрів, за темою "Від стародавнього до сучасного міста" відвідувачам надається можливість ознайомитися з розвитком міської культури від Трипілля до сьогодення.
Оскільки вчені вважають, що давня китайська цивілізація Яншао є автохтонна культурі Трипільських племен через схожість людських рис, орнаментів посуду, елементів одягу, богів, яким поклонялося населення, павільйон України оформлено в Трипільському стилі, що дозволяє ознайомити відвідувачів з тотожністю давніх культур народів, які населяють сучасний Китай та Україну.
Орнаменти на стінах павільйону України не є калькою з китайської символіки, а є оригінальними малюнками трипільців, які прикрашалися орнаментом та канелюрами червоного, чорного і білого кольорів, зокрема, "біжучими" або нескінченними спіралями із зображенням вужів, змій - ідея плинності часу і зміни пір року, собак (що були охоронцями посівів і стад, захищали від злих духів, відганяли зло), солярних знаків (хрести у колі), які символізували сонце в русі.
Внутрішнє планування павільйону включає стенд Національної академії наук, де відвідувачі можуть ознайомитися з сучасними прикладними розробками українських наукових закладів, спрямовані на покращення життєдіяльності міського середовища.
Центральним елементом павильйону є експозиція "Місто XXI століття", яку презентує член Союзу архітекторів України Ігор Свистун. Україна пропонує світу архітектуру нового типу, яка використовує в будівництві будинків, районів та цілих міст пластику, народжену з символіки древньої культури Трипілля.
На трьох великих екранах (найбільший з них має розмір 4,5 х 6 метрів) транслюються фільми "Україна: крізь віки", "Міста України", "Україна XXI століття", "Місто XXI століття", "Арт проєкт – "Екологія соціуму".
Експозиція міста Кам'янця-Подільського надає змоги відвідувачам поринути у дивовижний світ міста семи культур, яке є центром одного з найбільших в Європі національних природних парків "Подільські Товтри" і визнано одним із семи природних чудес України.
Український фольк-гурт із чудернацькою назвою "Йошкін кіт" представляє пісенну спадщину України. Вона складається з понад 300 000 пісень. У гурті грають і співають відомі музиканти, які займаються своєрідною археологією музики. Всі вони мають великий досвід виконання українського фольклору. Музиканти не просто відтворюють стародавні пісні, а виконують їх у сучасній власній манері.
В павільйоні працюють народні майстри, які презентуватимуть українські ремесла (гончарство, писанкарство, вишивку). Кожен відвідувач за бажанням має змогу взяти участь у майстер-класі, власноруч розмалювати писанку або виліпити глечика, скуштувати національні страви у ресторані української кухні, на згадку про Україну придбати в магазині сувеніри.
Для проведення зустрічей між учасниками Національної експозиції України з представниками офіційних іноземних делегацій та ділових кіл на другому поверсі павільйону України облаштована спеціальна кімната.
Автори проєкту Національного павільйону України: Гайдамака Анатолій Васильович – дизайнерське рішення оформлення;
Гаєвська Ганна – дизайн і технічне виконання проєкту.
Виставка в 2010 році була першою для України після отримання суверенітету.
Проте, ще в далекому 1933, в Чикаго ми, українці, а правильніше - діаспора, все-таки спромоглися побудувати свій власний павільйон! На кошти, зібрані приватним чином зі всього світу!

### ODESA EXPO 2030
6 жовтня 2021 року Кабінет Міністрів України ухвалив рішення Про подання заявки Міжнародному бюро виставок нa участь України (м. Одеса) у відборі країни-кандидата на проведення Всесвітньої виставки Експо 2030. Серед головних претендентів також були: Пусан (Південна Корея), Москва (Росія), Рим (Італія) та Ер-Ріяд (Саудівська Аравія).
Лист за підписом Прем’єр-Міністра України Дениса Шмигаля передали Надзвичайний і Повноважний Посол України у Франції Вадим Омельченко, радник заступника голови Офісу Президента Борис Баум,  директор департаменту інвестиційної та зовнішньоекономічної діяльності, міжнародного співробітництва і туризму Одеської ОДА Роман Григоришин, співзасновник та керуючий партнер груп компаній «D-GROUP», яка ініціювала участь країни у відборі, Вадим Дашут.
20 листопада в рамках Конгресу місцевих та регіональних влад при Президентові України відбулась презентація грандіозного проєкту ODESA EXPO 2030. На заході був присутній голова держави Володимир Зеленський.
Як повідомив директор департаменту міжнародних відносин, інвестицій та туризму Одеської ОДА Роман Григоришин, 23 травня 2022 року на тлі повномасштабного вторгнення в Україну Росія повідомила, що відмовляється від участі в проведення «Експо-2030».
23 серпня 2022 року на засіданні Кабінету міністрів було затверджено Координаційний комітет із підготовки та участі України у відборі країни проведення Expo 2030. Його очолила перший віцепрем’єр, міністр економіки Юлія Свириденко. Її заступником став директор департаменту міжнародних відносин, інвестицій та туризму Одеської ОДА Роман Григоришин.
7 вересня 2022 року Україна офіційно подала реєстраційне досьє до Міжнародного бюро виставок у Парижі (BIE) для участі у конкурсі серед країн-кандидатів на право проведення Всесвітньої виставки Expo 2030 в Одесі.
29 листопада 2022 року Президент України Володимир Зеленський презентував Україну та місто-кандидата Одесу для проведення Expo у 2030 році на 171-ій Генеральній асамблеї Міжнародного бюро виставок (МБВ) у Парижі. До складу української делегації, яка презентувала країну та Одесу також увійшли Мануела Гатто — директор Zaha Hadid Architects, Роман Григоришин — директор департаменту міжнародних відносин, інвестицій та туризму Одеської ОДА, Яніка Мерило — радник Віцепрем’єр-міністра — Міністра цифрової трансформації Михайла Федорова, та Євген Левенберг — голова громадської організації «Громадська Рада Експо-2030».
9 березня 2023 року у Нью-Йорку на площі Тайм-сквер з'явилось відео з закликом підтримати заявку Одеси на проведення Всесвітньої виставки Експо-2030. Рекламний ролик опублікували завдяки волонтерам організації Help Ukraine Center USA у співпраці з Одеською ОВА та «Громадською радою ЕКСПО-2030 Одеса».